# Englische Fußballnationalmannschaft (U-18-Junioren)
Die englische Fußballnationalmannschaft der U-18-Junioren ist die Auswahl englischer Fußballspieler der Altersklasse U-18. Sie repräsentiert die The Football Association auf internationaler Ebene und nahm lange Zeit an entsprechenden internationalen Wettbewerben teil, etwa der U-18-Europameisterschaft. Nach einer Erhöhung der Altersgrenze seitens der UEFA auf 19 Jahre 2002 werden seither lediglich Freundschaftsspiele des jüngeren Jahrgangs als Vorbereitung für die U-19-Nationalmannschaft bestritten.

## Geschichte
Die U-18-Auswahl trat ab 1948 bei der Austragung des später als UEFA-Juniorenturnier bekannten Nachwuchswettbewerbs an, der seinerzeit vor Gründung des europäischen Kontinentalverbands von der FIFA ausgerichtet wurde. Als Gastgeber gewann die englische Auswahl die erste Ausgabe, bis zur Einstellung des Wettbewerbs 1980 gelangen bei elf Endspielteilnahmen insgesamt acht Titelgewinne – darunter auch das letzte Turnier.
Ab 1981 nahm die U-18-Auswahl regelmäßig an der Qualifikation zur seinerzeit neu eingeführten U-18-Europameisterschaft teil. Größter Erfolg war der Titelgewinn bei der EM-Endrunde 1993, gegen Titelverteidiger Türkei wurde das Endspiel nach einem Treffer von Darren Caskey mit 1:0 gewonnen.